# Vizualizace

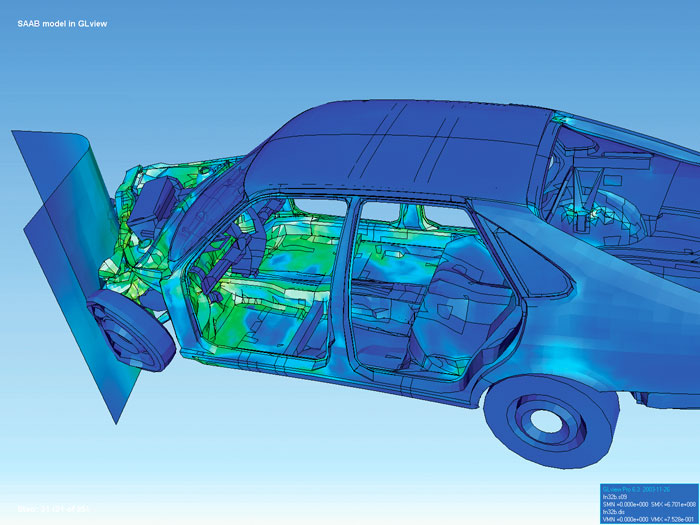
Příklad vizualizace deformace automobilu při částečném nárazu

Vizualizací se rozumí zobrazování skutečnosti, jejichž výsledky jsou znázorněny vnímané prostřednictvím zrakových receptorů. Vizualizace úzce souvisí s uplatňováním zásady názornosti. S vizualizací se setkáváme v mnoha oblastech – stavebnictví, technice, strojírenství, geografii atd. Je při tom využíváno moderních metod – počítačového modelování.

## Architektonické vizualizace
Počítačové 3D vizualizace umožňují nahlížet na reálnou podobu interiérů a exteriérů, vytvářet virtuální prohlídky, vsazovat modely budov do fotografií reálných prostorů atd. Je to jeden z nejpřístupnějších způsobů jak představit svoji práci laické veřejnosti. Ne každý se hned zorientuje ve složité projektové dokumentaci, proto je dnes vizualizace to hlavní, co „prodá“ architektonický návrh.
Softwarové nástroje pro tvorbu vizualizací většinou řeší samotné 3D modelování objektů i jejich následnou fotorealistickou prezentaci formou rendrovaných snímků, videoanimací nebo interaktivních prohlídek. K nejpoužívanějším 3D aplikacím v této oblasti patří AutoCAD, ArchiCAD, Autodesk Revit, Autodesk 3ds Max, Maya, Google SketchUp, Cinema 4D, Lumion, Showcase, Infraworks, Blender, Corona Renderer a další.

### Historie
První architektonické vizualizace se začaly v České republice využívat od roku 1994. V té době však 3D vizualizace ještě nedosahovaly odpovídající fotorealistické kvality. Aplikace na platformách DOS a později Microsoft Windows obvykle trpěly nedostatečným výkonem tehdejších PC.
3D vizualizace získávaly velice rychle na své kvalitě a dostupnosti. Od roku 1997 už byly v České republice veškeré větší architektonické projekty pravidelně doplňovány 3D vizualizací. V současné době už je nějaká forma 3D vizualizace standardní součástí každého většího projektu pro prezentaci a jednání s úřady. Hlavně developerské společnosti prezentují své projekty už jedině prostřednictvím 3D vizualizací a virtuálních prohlídek.

### Rendering
Dnes nejrozšířenějšími vizualizačními programy jsou 3D Studio MAX, Blender, Maya, Cinema 4D, Rhinoceros 3D, Sketchup, Softimage, Massive, TrueSpace a Golaem Crowd, často doplněné populárním renderovacím enginem V-Ray. Se samostatným enginem existuje dnes rychle se šířící program Lumion.
Renderovací engine těchto aplikací využívají moderní techniky, například globální algoritmy osvětlení, jako jsou cesty trasování, mapování fotonů a ozáření mapy s přímo vypočteným globálním osvětlením. Obecně poskytuje používání této techniky renderu vysokou fotorealistickou kvalitu výstupu, vysoký výpočetní výkon a celou řadu nástrojů a funkcí.
Fotorealistický rendering a vizualizace jsou ale využívány i v dalších oborech, například ve strojírenství, automobilovém průmyslu, nábytkářství, divadelnictví, při soudních rekonstrukcích, apod.

### Konference a platformy pro výměnu informací v ČR
Současnou podobou vizualizací a dalším směřováním oboru se zabývá konference Vizkon, která vznikla v roce 2017. Další místo zabývající se čistě vizualizacemi je konference MERGE, která vznikla ve spolupráci s Fakultou architektury ČVUT. Jednou z dalších platforem zaměřujících se na kvalitní architektonickou vizualizaci profesionálně je projekt CG.academy, který poskytuje výuku špičkových nástrojů ArchVIZ industrie. Co se týká konferencí a setkání, různí výrobci software pořádají konference zaměřené na konkrétní řešení vizualizací, ale nezajímají se o vizualizace jako celek. Na jaře roku 2019 v Praze bylo poprvé oficiálně uspořádáno neformální setkání ArchVIZ a CGI grafiků pod záštitou RENDERtalk.